# الملاكمة اليونانية القديمة
الملاكمة اليونانية القديمة (باليونانية: πυγμαχία pygmachia، «قتال القبضة») تعود إلى ما لا يقل عن القرن الثامن قبل الميلاد (إلياذة هوميروس)، وكانت تمارس في مجموعة متنوعة من السياقات الاجتماعية في مختلف مدن اليونان. معظم المصادر الموجودة حول الملاكمة اليونانية القديمة مجزأة أو أسطورية، مما يجعل من الصعب إعادة بناء القواعد والعادات والتاريخ المحيط بهذا النشاط بتفصيل كبير. ومع ذلك، فمن الواضح أن نوبات الملاكمة القفاز كانت جزءًا هامًا من الثقافة الرياضية اليونانية القديمة طوال الفترة الكلاسيكية المبكرة.

## الأصول
هناك أدلة أثرية وفنية على الملاكمة اليونانية القديمة (πύξ - pyx أو πυγμή - pygme في اليونانية القديمة) في وقت مبكر من فترات المينوية والموكيانية. هناك العديد من الأساطير حول أصول الملاكمة في اليونان. تقول إحدى الأساطير أن الحاكم البطولي ثيسيوس اخترع شكلاً من أشكال الملاكمة حيث جلس رجلان وجها لوجه وضرب كل منهما الآخر بقبضاتهما حتى قتل أحدهما. في الوقت المناسب، بدأ الملاكمون بالقتال أثناء الوقوف وارتداء القفازات (مع المسامير) واللفافات على أذرعهم أسفل المرفقين، لكنهم قاتلوا عراة.
أكد الباحث والمؤرخ فيلوستراطوس أن الملاكمة تم تطويرها في الأصل في أسبرطة. يعتقد المبكرين أن الخوذات غير ضرورية وأن الملاكمة قد أعدتهم للضربات الحتمية على الرأس التي سيحصلون عليها في المعركة. ومع ذلك، لم يشارك إسبرطيون أبداً في الجانب التنافسي للملاكمة، معتقدين أن وسائل الهزيمة غير مشرفة.

## المعدات
يمكن لأسلوب الحماية المستخدمة على اليدين والمفاصل تحديد أسلوب القتال للمتنافسين. من وقت الإلياذة حتى حوالي 500 قبل الميلاد، استخدمت himantes كحماية للمفاصل واليد. كانت أقمارا من الثور تخفي ما يقرب من 3.0-3.7 متر (9.8-121 قدم) طويلة التي كانت ملفوفة حول اليدين ومفاصل الشعر عدة مرات. عادةً ما كان لدى سيور الحلقات التي يمكن للرياضي أن يدخل فيها أربعة من أصابعه ويجمعها معاً في قبضة يد. بشكل عام، كان هذا هو الشكل الوحيد للحماية الذي كان يرتديه المشاركون من عصر هوميروس حتى نهاية القرن الخامس. هذا على النقيض من الملاكمة الحديثة، والتي تستخدم قفازات سميكة، مبطن. تصف المصادر الكلاسيكية هذه «القفازات الناعمة» ، على الرغم من أن الدراسة الحديثة أشارت إلى أن هذه الأطراف كانت بعيدة عن أن تكون طرية وكانت حماية للمفاصل، وليس لتخفيف الضربة للخصم. يمكن العثور عليها في العديد من المزهريات التي تم استخراجها من القرن الخامس والسادس قبل الميلاد.

## القواعد والخصائص
تستند القواعد المقبولة حاليا للملاكمة اليونانية القديمة على المراجع التاريخية والصور. بسبب بعض المصادر والإشارات الصحيحة إلى الرياضة، يمكن استنتاج القواعد فقط.
يمكن أن يختار المقاتلون تبادل الضربات دون حماية إذا استمر القتال طويلاً
على عكس الملاكمة الحديثة، لم يقم اليونانيون بإحاطة المنافسين في حلقة لتشجيع القتال في أماكن قريبة. لذلك، قاتل معظم الملاكمين دفاعيًا بدلاً من التهجُّم، لتشجيع الصبر والحذر. بالإضافة إلى ذلك، لم يتم تقسيم الملاكمة في اليونان القديمة إلى جولات فردية. خاض المنافسون حتى النهاية، عادة عن طريق الاستسلام أو الاستنفاذ المتبادل. يمكن مهاجمة الملاكمين المقطوعة دون عواقب، تماما كما لو كانوا واقفين.
في حين أن ممارسة تقسيم الملاكمين إلى فئات الوزن تحظى بشعبية في العالم الحديث، إلا أنها لم تكن معروفة لممارسة اليونانيين. عادة، أي رجل يرغب في المشاركة في الحدث كان موضع ترحيب بغض النظر عن القوة أو كتلة العضلات، وتنافس المشاركون مع بعضهم البعض من خلال رسومات عشوائية.

## أبطال الألومبية القديمة
- Diagoras of Rhodes
- Theagenes of Thasos
- (Kleitomachos (athlete
- Melankomas
- Varazdat of Armenia
- Onomastus of Smyrna
- Agesarchus of Tritaea
- (Pythagoras (boxer
- Glaucus of Carystus
- Aurelios Zopyros
- Damarchus
- Atyanas
- (Horus (athlete